# Taufkirchen an der Trattnach
Taufkirchen an der Trattnach é um município da Áustria localizado no distrito de Grieskirchen, no estado de Alta Áustria.